# جيلبيرتو أدام سولتيرو
جيلبيرتو أدام سولتيرو (بالإسبانية: Gilberto Adame) (31 مايو 1972 بغوادالاخارا في المكسيك - ) هو مدرب كرة قدم ولاعب كرة قدم مكسيكي في مركز الدفاع. شارك مع منتخب المكسيك لكرة القدم. أما مع النوادي، فقد لعب مع نادي أطلس ونادي غوادالاخارا.

## وصلات خارجية
- جيلبيرتو أدام سولتيرو على موقع قاعدة بيانات كرة القدم.إي يو (الإنجليزية)
- جيلبيرتو أدام سولتيرو على موقع ناشيونال فوتبول تيمز (الإنجليزية)